# Тудиленский договор
Тудиленский договор (исп. Tratado de Tudilén) был подписан между королём Кастилии и Леона Альфонсо VII и графом Барселоны Рамоном Беренгером IV 27 января 1151 года в местности Тудель, расположенной вблизи Агуас-Кальдаса в Наварре.

## Содержание
Так как король Гарсия IV Наваррский умер 21 ноября 1150 года, подписание договора, следовательно, должно было произойти 27 января 1151 года. Кончина Гарсии и передача престола его сыну Санчо VI способствовали подписанию договора, поскольку Санчо было семнадцать лет, и это могло бы ослабить Наваррское королевство.
В соглашении стороны договорились объявить войну Наварре. В договоре, кроме возобновления союза против Наварры был обговорён также возможный раздел мусульманской Испании после её завоевания. Арагону, после завоевания отмеченных территорий достались Валенсия, Мурсия и Дениа.